# キシリャフ

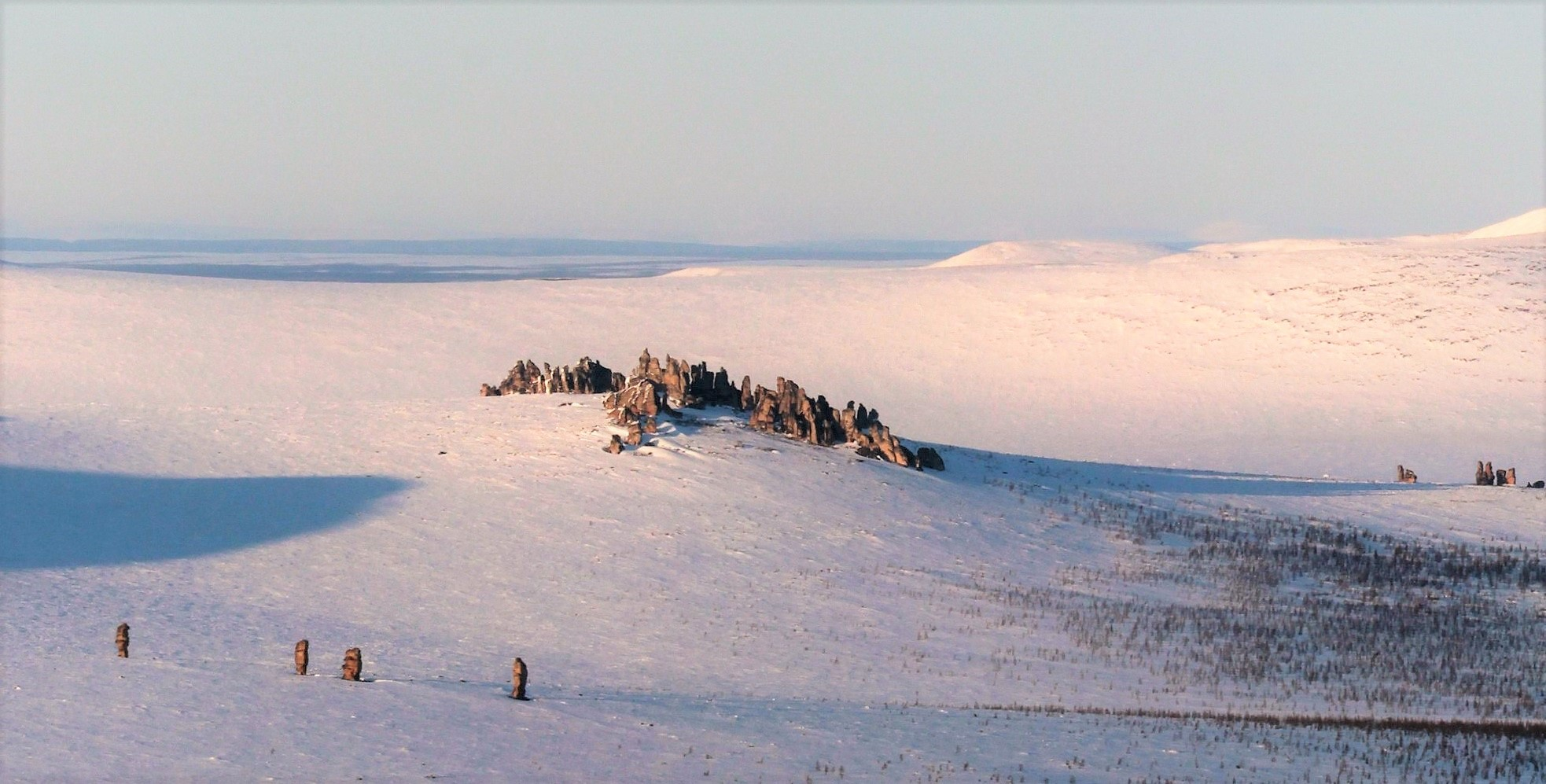
ウラハン＝シス山脈のキシリャフ群

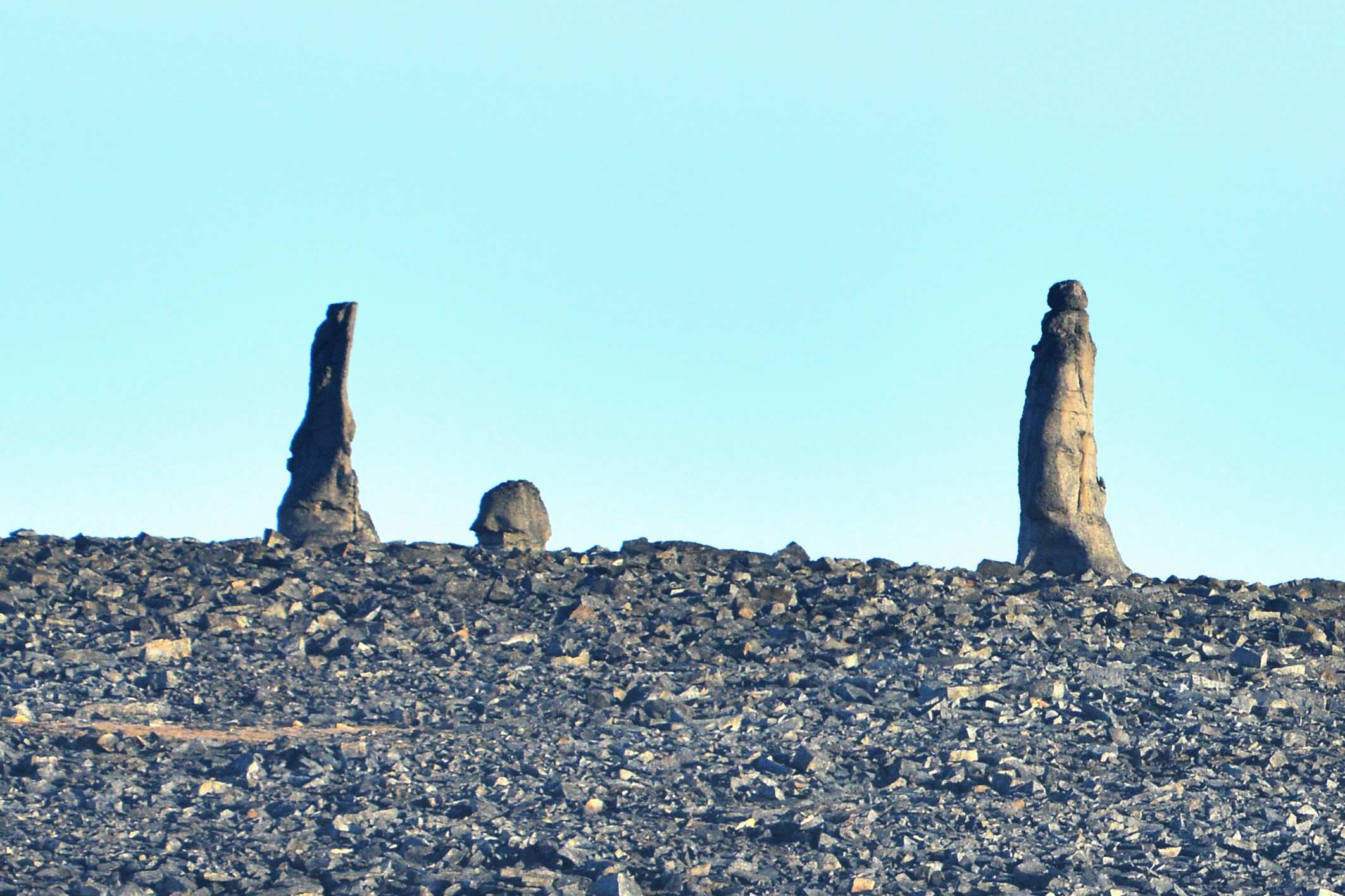
東シベリア海のチェトィリョフストルボヴォイ島に立つキシリャフ

キシリャフまたはキギリャフ (ロシア語: кигиляхи; サハ語: киһилээх（「石の人」の意）; 英語: Kigilyakh / kisiliyakh) は、ロシアのサハ共和国などに存在する高い柱状のモノリス型の奇岩の総称。ヤクート人（サハ人）の間では古くから人間に見立てられて重要視されている。

## 地質学的特徴
花崗岩や砂岩が低温環境下で風化して形成されたものであることが多い。大半のキシリャフは、1億2000万年前ほどの白亜紀に形成された。
ヤナ川とアディチャ川の合流点には、その名を冠したキシリャフ山脈があり、チェルスキー山脈の一部を成している。その主稜線上や流域には、高さ30メートルにも及ぶ巨大なキシリャフが林立しており、通行不能な迷宮を形成しているところもある。
キシリャフはロシア連邦サハ共和国の各地で発見されており、以下のように多くは東シベリア高地に位置している。
- アラゼヤ台地（英語版）
- アナバル台地（英語版）
- キギリャフ半島（英語版）、キギリャフ山、キギリャフ岬 - ノヴォシビルスク諸島ボリショイ・リャホフスキー島（英語版）
- キシリャフ山脈（英語版） - チェルスキー山脈の一部[2]
- キシリャフ＝タス（英語版） - コリマ低地（英語版）の独立峰。アラゼヤ川右岸、東シベリア海沿岸の北緯69度40分 東経155度0分 / 北緯69.667度 東経155.000度に位置している[3][6]。
- キュン＝タス山脈（英語版）
- チェトィリョフストルボヴォイ島（英語版） - 東シベリア海メドヴェジイ諸島
- ノヴォシビルスク諸島
- ヤナ＝オイミャコン高地
- ポロウスヌィー山脈（英語版）
- ストルボヴォイ島 - ラプテフ海
- スオル・ウヤタ山脈（英語版）[7]
- ウラハン＝シス山脈（英語版）[8]

サハ共和国外でも、クラスノヤルスク地方のポポヴァ・チュコツカ諸島 (Остров Попова-Чукчина)やプトラナ台地で発見されている。

## 文化
ヤクート人の文化では、キシリャフは人に見立ててられ重要視されている。ごく少数のキシリャフが、なだらかな山の斜面から突き出したように散在している様は、人間が集まっているような印象を与える 。ヤクート人の伝承によれば、キシリャフは太古の人々にその起源を有している。これによれば遠い昔、大地の気候が温暖だった頃、人々は主に山に住んでいた。しかしが厳しい寒さが到来したので、人々は南下し寒くない平地に降りるようになった。しかしキシリャフ山脈を越える際に多くの人が凍りつき、柱のようになってしまった。その柱が長い年月をかけて岩となり大きくなって、今のキシリャフが生まれたのだという。ヤクートの伝説によると、キシリャフはパワースポット(Места силы)であり、ポジティブなエネルギーを発しているという。キシリャフは観光客にも人気の観光地となっている。
ヤクート語（サハ語）で"kisiliy"という言葉は「人々がいる地」という意味を持ち、キシリャフ ( Kisilyakh)は「人を有する山」あるいは「山の結婚」を意味する。キギリャフ(kigilyakh) という語は、キシリャフが訛った言い方である。

## 歴史
フェルディナント・フォン・ウランゲルは、東シベリア海メドヴェジイ諸島のチェトィリョフストルボヴォイ島でキシリャフを発見したと報告している。彼がこの島を訪れたのは1821年から1823年の遠征時で、この時島にチェトィリョフストルボヴォイ（Четырёхстолбовой、「4つの柱」の意）と名付けたのもキシリャフが由来である。実際に、チェトィリョーフストルボヴォイ島には高さ約15 m (49 ft)のキシリャフが立っている。